# 2008년 전국장애인체육대회
제28회 전국장애인체육대회는 2008년 10월 5일부터 10월 9일까지 대한민국 광주광역시에서 열렸다.

## 개요
- 대회명칭 : 제28회 전국장애인체육대회
- 개최기간 : 2008년 10월 5일 ~ 2008년 10월 9일
- 개최지 : 광주광역시
- 구호 : 다함께, 굳세게, 끝까지
- 참가인원 : 5,459 (선수 3,987명 / 임원 1,472명)
- 종별 : 절단 및 기타장애, 시각장애, 지적장애, 청각장애, 뇌성마비
- 마스코트 : 빛돌이와 빛순이

## 종목

### 정식종목
| - 양궁 - 육상 - 배드민턴 - 보치아 - 사이클 - 휠체어펜싱 - 골볼 - 론볼 - 역도 - 유도 - 사격 - 축구 - 수영 | - 탁구 - 배구 - 농구 - 휠체어테니스 - 휠체어럭비 - 볼링 - 조정 - 댄스스포츠 - 파크골프 - 게이트볼 |

## 경기장
| 종목       | 소재지           | 경기장                      | 종별                                | 세부종목  | 비고                                  |
| ---------- | ---------------- | --------------------------- | ----------------------------------- | --------- | ------------------------------------- |
| 골볼       | 북구             | 광주교육대학교 체육관       | 시각장애                            |           |                                       |
| 농구       | 서구             | 염주종합체육관              | 휠체어                              |           |                                       |
| 댄스스포츠 | 서구             | 빛고을체육관                | 지체장애/청각장애                   |           |                                       |
| 론볼       | 북구             | 첨단론볼경기장              | 지체장애/뇌성마비                   |           |                                       |
| 휠체어럭비 | 북구             | 전남대학교 체육관           | 지체장애                            |           |                                       |
| 배구       | 북구             | 시립장애인복지관 체육관     | 지체장애                            |           |                                       |
| 배드민턴   | 광산구           | 호남대학교 체육관           | 지체장애/지적장애/청각장애/뇌성마비 |           |                                       |
| 보치아     | 서구             | 김대중 컨벤션센터           | 지체장애/뇌성마비                   |           |                                       |
| 볼링       | 광산구           | 더원볼링장                  | 기타                                |           |                                       |
| 볼링       | 광산구           | 하남볼링장                  | 휠체어/전맹부                       |           |                                       |
| 사격       | 임실군(전라북도) | 전북종합사격장              | 지체장애                            |           |                                       |
| 사이클     | 전주시(전라북도) | 전주시 자전거경륜장         | 전종별                              | 트랙      |                                       |
| 수영       | 서구             | 염주수영장                  | 전종별                              |           |                                       |
| 양궁       | 서구             | 염주양궁장                  | 지체장애                            |           |                                       |
| 역도       | 북구             | 광주과학기술원 체육관       | 전종별                              |           |                                       |
| 유도       | 순천시           | 순천북초등학교 체육관       | 시각장애/청각장애                   |           |                                       |
| 육상       | 서구             | 광주월드컵경기장            | 전종별                              | 트랙/필드 |                                       |
| 육상       | 북구             | 무등경기장                  | 전종별                              | 마라톤    |                                       |
| 조정       | 남구             | 대성여자고등학교 체육관     | 지체장애/시각장애/지적장애/뇌성마비 |           |                                       |
| 축구       | 광산구           | 광주지방공무원교육원 축구장 | 시각장애                            |           |                                       |
| 축구       | 광산구           | 호남대학교 축구장           | 청각장애                            |           |                                       |
| 축구       | 동구             | 조선대학교 축구장           | 청각장애                            |           |                                       |
| 축구       | 북구             | 무등경기장 축구장           | 뇌성마비                            |           | 철거 후 광주-기아 챔피언스필드로 신축 |
| 탁구       | 동구             | 조선대학교 체육관           | 지체장애/청각장애                   |           |                                       |
| 테니스     | 서구             | 염주테니스장                | 지체장애                            |           |                                       |
| 테니스     | 서구             | 전천후테니스장              | 지체장애                            |           |                                       |
| 파크골프   | 서구             | 염주운동장                  | 지체장애/지적장애                   |           |                                       |
| 펜싱       | 북구             | 동강대학 실내체육관         | 지체장애                            |           |                                       |
| 게이트볼   | 서구             | 전천후 게이트볼경기장       | 전종별                              |           |                                       |

## 최우수 선수상
최우수 선수상은 전국장애인체육대회 취재 기자단의 투표로 결정된다.
- 최우수 선수상(MVP) : 이주희 (강원도/사격) - 대회 3관왕